# Elimia strigosa
Elimia strigosa är en snäckart som först beskrevs av I. Lea 1841.  Elimia strigosa ingår i släktet Elimia och familjen Pleuroceridae. IUCN kategoriserar arten globalt som sårbar. Inga underarter finns listade i Catalogue of Life.